# Leigh Griffiths
Leigh Griffiths (* 20. August 1990 in Edinburgh) ist ein schottischer Fußballspieler.

## Karriere
Griffiths spielte zunächst in der Jugendmannschaft von Leith Athletic, bevor er in die Jugendabteilung seines Lieblingsvereins Hibernian Edinburgh wechselte. Dort wurde sein Talent frühzeitig erkannt und gefördert. Nach einem Streit mit einem Mitspieler musste er den Verein jedoch wieder verlassen. Seitdem wird er auch „Sparky“ (von Engl. to spark = entzünden, entfachen – Aufgrund seines Temperaments) genannt. Daraufhin schloss er sich Hutchison Vale an.
Schließlich verpflichtete ihn der First-Division-Club FC Livingston. Bei Livi macht er bereits mit 16 Jahren, bei der 1:3-Niederlage gegen Airdrie United am 30. Dezember 2006, wo er kurz vor Spielende eingewechselt wurde, sein Debüt in der ersten Mannschaft. Nachdem er in der darauf folgenden Saison 2007/08 regelmäßig zum Zuge gekommen war, konnte er sich in der Saison 2008/09 einen Stammplatz sichern und brachte es auf 21 Tore und neun Vorlagen und wurde zum Spieler des Jahres der First Division gewählt.
Zu Beginn der Saison 2009/10 wechselte er nach finanziellen Problemen seines Vereins für 125.000 Pfund zum Ligarivalen FC Dundee. Dort verbrachte er rund eineinhalb Jahre, bevor er nach 21 Toren in 47 Meisterschaftspartien kurz vor Ende der Wintertransferperiode am 26. Januar 2011 bei den Wolverhampton Wanderers in England einen Vertrag mit einer Laufzeit über zweieinhalb Jahre unterzeichnete. Auch der FC Dundee hatte in diesem Zeitraum mit Geldproblemen zu kämpfen und sah sich deshalb gezwungen, Griffiths zu verkaufen. Im August 2011 wurde er zurück nach Schottland zu Hibernian Edinburgh verliehen, dem Verein, von dem er seit jüngster Kindheit Fan gewesen war.

### Nationalmannschaft
Griffiths wurde 2008 erstmals für die U-19 Auswahl Schottlands nominiert. 2009 wurde er als bislang jüngster Spieler in die B-Nationalmannschaft berufen. Dort gelangen ihm bei seinem Debüt gegen die nordirische B-Nationalmannschaft eine Vorlage und ein Treffer. 

## Erfolge und Auszeichnungen
- Schottlands Fußballer des Jahres: 2016
- Torschützenkönig Scottish Premiership 2016
- Spieler des Jahres der Scottish Football League First Division: 2009
- Schottischer Meister: 2015, 2016, 2017, 2018, 2019, 2020
- Schottischer Pokalsieger: 2017, 2018, 2020
- Schottischer Ligapokal: 2015, 2017, 2018, 2019, 2020